# Āqā Jerī
Āqā Jerī (persiska: آغاجِری, اَغَجَن, آقا جَری, آقا جری, Āghājerī) är en ort i Iran.   Den ligger i provinsen Kurdistan, i den nordvästra delen av landet, 400 km väster om huvudstaden Teheran. Āqā Jerī ligger 1 754 meter över havet och antalet invånare är 429.
Terrängen runt Āqā Jerī är platt åt nordost, men åt sydväst är den kuperad. Āqā Jerī ligger nere i en dal som går i öst-västlig riktning. Runt Āqā Jerī är det ganska glesbefolkat, med 23 invånare per kvadratkilometer. Närmaste större samhälle är Golāneh, 14,7 km sydväst om Āqā Jerī. Trakten runt Āqā Jerī består i huvudsak av gräsmarker.